# Distrito electoral C (Nebraska)
Precinct C es una subdivisión territorial (equivalente a un township) del condado de Seward, Nebraska, Estados Unidos. Según el censo de 2020, tiene una población de 476 habitantes.
En el estado de Nebraska algunos condados están subdivididos en townships y otros (entre ellos, el condado de Seward) están subdivididos en precintos, donde no hay Gobierno municipal. En cuatro de ellos no hay townships ni precintos. 

## Geografía
La subdivisión está ubicada en las coordenadas 41°0′9″N 97°11′46″O / 41.00250, -97.19611. Según la Oficina del Censo de los Estados Unidos, tiene una superficie total de 92.72 km², de los cuales 91.99 km² corresponden a tierra firme y 0.73 km² están cubiertos de agua.

## Demografía
Según el censo de 2020, hay 476 personas residiendo en la zona. La densidad de población es de 5.2 hab./km². El 97.27% de los habitantes son blancos, el 0.21% es amerindio, el 0.21 es asiático y el 2.31% son de una mezcla de razas. No hay hispanos o latinos viviendo en la región.